# Nassim Boudebibah
Nassim Boudebibah, né le 22 octobre 1991 à Lyon 3e, est un joueur de futsal international français.
Nassim Boudebibah commence le futsal dans le club de sa ville natale, Lyon Footzik Futsal et joue en première division. En 2014, à la suite de la relégation du club de Division 2, il rejoint le Kremlin-Bicêtre United où il remporte deux titres de champions en autant de saison ainsi qu'une Coupe de France et dispute la Coupe de Futsal de l'UEFA la deuxième année. En 2016, Boudebibah retourne dans sa région, au FC Mont D'Or au niveau régional. Un an plus tard, il s'engage au FC Picasso Echirolles en D1 mais quitte le club à la mi-saison et rejoint l'AS Martel Caluire avec qui il obtient la montée en D2.
Durant son passage au Kremlin-Bicêtre, Nassim devient international français. En 2017, avec l'équipe de France de futsal, il participe aux qualifications pour l'Euro 2018. Ratant le barrage retour pour raison professionnelle, il n'est pas sélectionné pour la première compétition internationale de la France.

## Biographie

### En club
Né à Lyon, Nassim commence le futsal au Lyon Footzik. Lors de la saison 2013-2014, il entraîne l'équipe U15 du club. L'équipe de Division 1 termine douzième et est reléguée en D2.  
En juillet 2013, Nassim est vice-champion d'Europe universitaire de futsal. Un an plus tard, il est champion de France universitaire de futsal avec l'Université Claude-Bernard-Lyon-I et qualifié pour les Championnats d’Europe universitaire de Poznań en 2015. 
Ayant rejoint le Kremlin-Bicêtre United, Nassim est champion de France dès la première année en 2014-2015 puis 2015-2016. Durant ce second exercice, il dispute la Coupe de futsal de l'UEFA. Ayant terminé son Master en formulation à l'Université Claude-Bernard-Lyon-I, Nassim vit de son rôle au KBU pendant ces deux années. 
À l'été 2016, le joueur retourne dans son Rhône natal et rejoint le Futsal Saône Mont D’Or en Division d'honneur, en provenance du KB United,. 
Durant l'été 2017, après une première approche durant l'hiver précédent, Nassim Boudebibah rejoint le FC Picasso Echirolles en Division 1 avec l'autre international français Mohamed Gallouze. Le joueur de 25 ans est le seul à avoir déjà été champion de France. Mais en janvier 2018, englués à la dernière place de D1 avec seulement cinq points en quatorze journées, le président du club quitte ses fonctions puis quatre joueurs, dont Nassim Boudebibah, font de même.  
Il rejoint l'AS Martel Caluire en Régional 1. L'équipe est invaincue durant la seconde partie du championnat et joue les barrages d'accession en Division 2. Nassim pense alors toujours à l'équipe de France et souhaite remonter à haut niveau pour prétendre à une sélection. Dans le civil, il est ingénieur formulation chimique. L'ASMC obtient la montée en D2.   
En 2019-2020, Nassim est capitaine de l'AS Mattel Caluire évoluant en Division 2.   

### En équipe de France
En mars 2016, joueur du Kremlin-Bicêtre United, Nassim est retenu en équipe de France de futsal pour un rassemblement à Toulouse assorti de deux matches amicaux face à la Roumanie. En août 2016, nouvelle recrue du Futsal Saône Mont d'Or, Nassim Boudebibah est convoqué en Bleu pour deux rencontres contre la Macédoine.  Durant la saison 2016-2017, Nassim fait partie des trois seuls joueurs de l'équipe nationale à évoluer au niveau régional. À l'été 2017, il rejoint le FC Picasso Échirolles en Division 1 pour assurer sa place en Bleu.  
Nassim est retenu pour le tour préliminaire puis principale qualificatif de l'Équipe de France de futsal au championnat d'Europe 2018. Pas entré en jeu lors du barrage aller face à la Croatie (1-1), il est retenu par son employeur pour le match retour et remplacé par Tarek Zoubir. Les Bleus se qualifient pour la première compétition internationale de leur histoire (victoire 4-5 à l'extérieur). 
Nassim Boudebibah ne fait pas partie de la sélection pour l'Euro 2018, remplacé numériquement par Boulaye Ba. 
Boudebibah cumule quinze sélections en équipe de France de futsal.

## Palmarès
- Coupe de l'UEFA
  - Participation : tour élite en 2015-2016 (en) avec le Kremlin-Bicêtre

- Championnat de France de futsal (2)
  - Champion : 2015 et 2016 avec le Kremlin-Bicêtre

- Coupe de France de futsal (1)
  - Vainqueur : 2016 avec le Kremlin-Bicêtre

- Championnat de France universitaire (3)
  - Champion : 2014 avec Lyon 1

- Championnat d'Europe universitaire (1)